# Военная галерея
Военная галерея
Военная галерея — одна из галерей Зимнего дворца в Санкт-Петербурге. Задумана императором Александром I. Галерея состоит из 332 портретов русских генералов, участвовавших в Отечественной войне 1812 года. Портреты написаны Джорджем Доу и его ассистентами А. В. Поляковым и В. А. Голике.
Кроме портретов, написанных Доу, Поляковым и Голике, в галерее уже в 1830-х годах были помещены большие конные портреты Александра I и его союзников — короля прусского Фридриха Вильгельма III и императора австрийского Франца I. Два первых написаны берлинским придворным художником Ф. Крюгером, третий — венским живописцем И. П. Крафтом, причём первоначально в галерее располагался конный портрет российского императора работы Доу — этот портрет вызвал многочисленные нарекания и в итоге был заменён портретом работы Крюгера.
В советское время галерею дополнили четырьмя портретами — офицера (капитана В. М. Лаврентьева) и трёх нижних чинов (гренадера И. Г. Ямника, унтер-офицера Е. Е. Гетгорта, барабанщика В. Т. Акентьева) — служивших в Роте дворцовых гренадер, особой части, созданной Николаем I в 1827 году для несения караульной службы в залах Зимнего дворца и Эрмитажа из ветеранов — участников Отечественной войны 1812 года и Заграничных походов 1813—1814 годов. Эти портреты также выполнил Джордж Доу. Позднее галерея была дополнена двумя работами Петера фон Гесса — «Бородинское сражение» и «Отступление французов через реку Березину».
Зал, в котором разместилась галерея, был спроектирован архитектором Карлом Росси и строился с июня по ноябрь 1826 года. Он заменил несколько маленьких комнат в середине главного блока Зимнего дворца — между Белой галереей и Большим Тронным залом, в нескольких шагах от дворцовой церкви. Потолок с тремя световыми фонарями был расписан по эскизам Дж. Скотти. Торжественная церемония открытия зала состоялась 25 декабря 1826 года. К открытию галереи многие портреты ещё не были написаны и на стенах были размещены рамы, затянутые зелёным репсом, с именными табличками. По мере написания картины размещались на своих местах. Большинство портретов писалось с натуры, а для уже погибших или умерших персонажей использовались портреты, написанные ранее. Однако для тринадцати умерших героев войны 1812 года изображений не нашли; в связи с этим отведённые для них места затянуты зелёным шёлком.
Пожар, начавшийся в Зимнем дворце 17 декабря 1837 года, уничтожил убранство всех залов, в том числе и Военной галереи. Но ни один портрет не пострадал. Новая отделка галереи была выполнена по чертежам В. П. Стасова. Архитектор внёс некоторые изменения, придавшие галерее торжественно-строгий и более внушительный облик: длина галереи была увеличена почти на 6 м, а над карнизом разместились хоры — обходная галерея.

## Формирование списка участников Военной галереи
Условием размещения портрета в Военной галерее было участие в боевых действиях против наполеоновских войск в 1812—1814 годах в генеральском чине, либо производство в генералы вскоре после окончания войны за отличия, проявленные в боях. Инспекторским департаментом Главного штаба были составлены предварительные списки генералов, которые могли быть удостоены права попасть в Военную галерею. В декабре 1819 года списки были предоставлены Главным штабом специальному аттестационному комитету, созданному 18 (30) августа 1814 года для аттестации генералов, достойных включения в Военную галерею. В августе 1820 года аттестационный комитет закончил свою работу.
Однако не все генералы, соответствующие критериям включения в Военную галерею, удостоились права быть представленными в ней. Так, например, кандидатура генерал-майора графа М. А. Дмитриева-Мамонова не рассматривалась, потому что в аттестационный комитет не был доставлен его формулярный список, М. Ф. Орлов, получивший чин генерал-майора за взятие Парижа в 1814 году, по непонятным причинам был отвергнут аттестационным комитетом, а П. П. Пассек был вычеркнут из списка лично императором Александром I — без объяснения причин. В то же время, граф А. А. Аракчеев, во время войны занимавшийся вопросами снабжения и тылового обеспечения армии, но в боевых действиях участия не принимавший, в Военную галерею был включён.
Генерал-лейтенант А. В. Сибирский был утверждён для внесения в Военную галерею в 1822 году. К её открытию в 1826 году портрет ещё не был написан, и на стену была помещена рама, затянутая зелёным шёлком, с именной табличкой. 22 ноября 1833 года министр Императорского Двора князь П. М. Волконский по приказу императора Николая I распорядился не начинать работу над портретом Сибирского. При этом пустая рама в галерее была оставлена. 3 января 1836 года «Высочайшим повелением» вместо так и не написанного изображения А. В. Сибирского в Военной галерее был размещён портрет генерал-лейтенанта А. Б. Фока. По мнению ряда историков, например, В. М. Глинки, Сибирский был исключён из Военной галереи за положительную аттестацию служивших под его началом декабристов П. И. Пестеля, Н. И. Лорера и П. В. Аврамова. Историк А. А. Подмазо оспаривает эту версию, считая, что если бы император-самодержец захотел наказать Сибирского за «симпатии» к декабристам, он вряд ли стал бы тянуть десять лет. По мнению Подмазо, причиной исключения генерал-лейтенанта из Военной галереи стала жизнь не по средствам, вылившаяся в суд за крупную растрату казённых денег.
Генерал-майор, активный деятель движения декабристов, С. Г. Волконский был включён в список для размещения в Военной галерее. Портрет, написанный в 1823 году, 7 сентября 1825 года был передан из мастерской Джорджа Доу гофмаршалу императорского двора. Бытует мнение, причём как в массовом сознании, так и у историков, что после восстания декабристов написанный портрет был изъят из галереи, а пустая рама была затянута шёлком. Однако это не согласуется с тем, что проектирование Военной галереи было начато весной 1826 года, через несколько месяцев после событий на Сенатской площади. Строительство зала Военной галереи было начато в июне 1826 года, в то время как Волконского приговорили к смертной казни (заменённой на двадцатилетний каторжный срок). Естественно, размещение портрета государственного преступника в зале славы Отечественной войны не планировалось. Изготовленный портрет пролежал в запасниках Зимнего дворца и был обнаружен только в начале XX века, когда отношение общества и даже правящих кругов к декабристам изменилось. Портрет Волконского в 1903 году был помещён в галерее вместо пустой рамы, ошибочно помеченной подписью «Г. В. Грековъ 8й, Г. М.».

## Схема местоположения картин

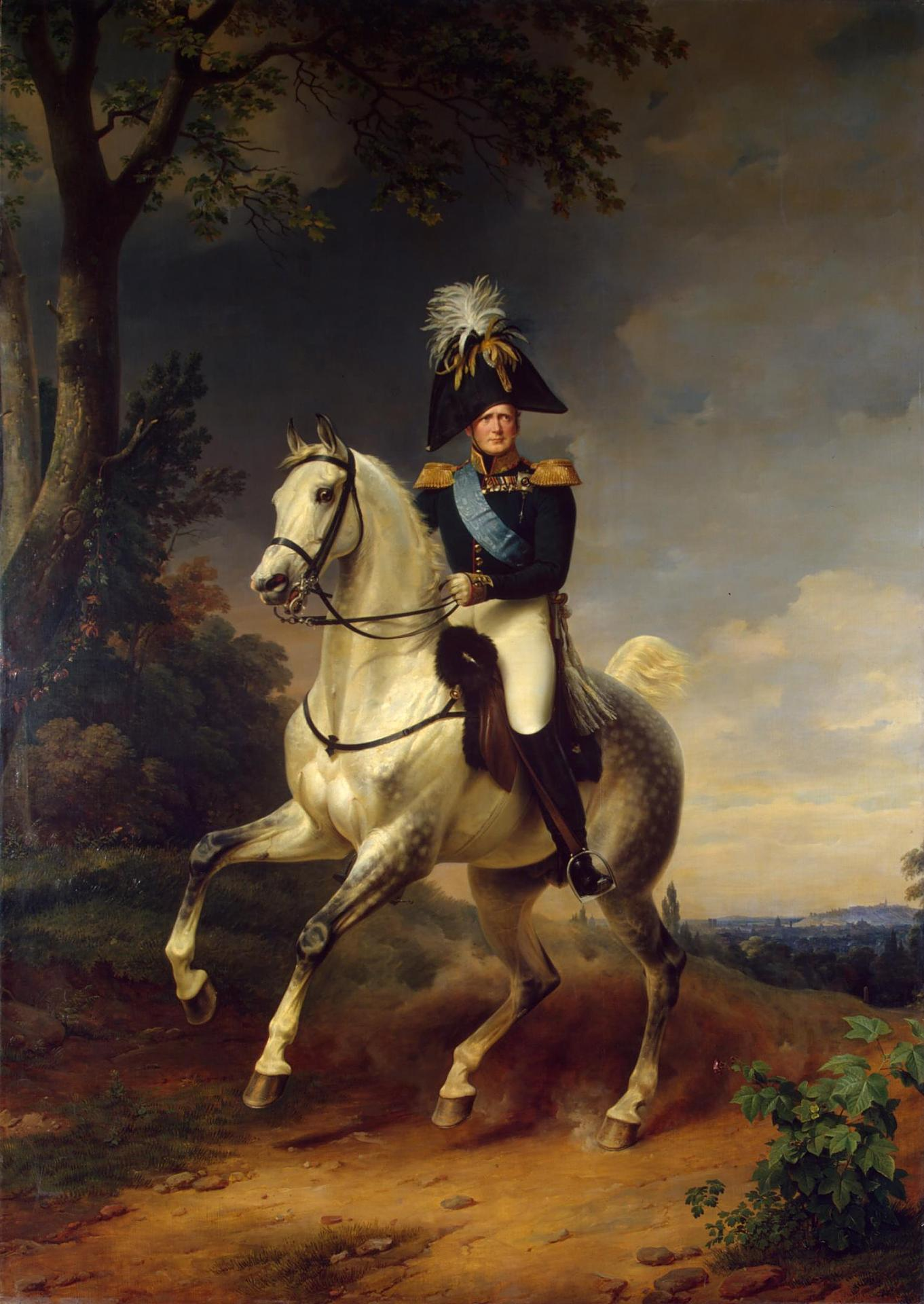
Портрет Александра I работы Крюгера, в торце галереи

| Левая сторона                                                | Левая сторона                                                | Левая сторона                                                | Левая сторона                                                | Левая сторона                                     | Правая сторона                                    | Правая сторона                                    | Правая сторона                                    | Правая сторона                                    | Правая сторона                                    |
| 5-й ряд                                                      | 4-й ряд                                                      | 3-й ряд                                                      | 2-й ряд                                                      | 1-й ряд                                           | 1-й ряд                                           | 2-й ряд                                           | 3-й ряд                                           | 4-й ряд                                           | 5-й ряд                                           |
| И. Н. Эссен                                                  | В. Д. Иловайский 12-й                                        | И. И. Алексеев 1-й                                           | Евгений Вюртембергский                                       | А. П. Ожаровский                                  | Д. В. Васильчиков 2-й                             | И. М. Дука                                        | В. Г. Костенецкий                                 | С. Х. Ставраков                                   | А. П. Кутузов                                     |
| М. Ф. Влодек                                                 | Д. И. Пышницкий                                              | А. И. Талызин 2-й                                            | А. Ф. Мишо                                                   | М. И. Платов                                      | Александр Вюртембергский                          | Ф. Ф. Довре                                       | П. А. Филисов                                     | И. П. Россий                                      | А. С. Кологривов                                  |
| А. А. Протасов                                               | К. Б. Кнорринг                                               | А. В. Воейков                                                | А. А. Аракчеев                                               | П. М. Волконский                                  | П. К. Сухтелен 1-й                                | П. А. Козен                                       | Н. Г. Щербатов 2-й                                | И. Д. Панчулидзев 1-й                             | А. Б. Фок                                         |
| З. Д. Олсуфьев 1-й                                           | Р. Е. Ренни                                                  | П. И. Ивелич                                                 | Ф. Ф. Левиз                                                  | М. А. Милорадович                                 | Н. М. Бороздин                                    | Д. П. Резвой                                      | Х. И. Трузсон                                     | А. П. Никитин                                     | Н. В. Кретов                                      |
| Г. А. Шостаков                                               | Н. Д. Олсуфьев 3-й                                           | И. А. Вельяминов                                             | Ф. В. Тейль ван Сераскеркен                                  | П. Х. Витгенштейн                                 | Д. В. Голицын                                     | С. С. Андреевский                                 | Н. В. Дехтерев                                    | М. А. Арсеньев                                    | И. Н. Галатте                                     |
| В. Н. Шеншин                                                 | Е. Е. Гампер                                                 | Е. И. Оленин                                                 | К. В. Будберг                                                | Ф. В. Остен-Сакен                                 | И. Ф. Паскевич                                    | Ф. К. Корф                                        | А. А. Башилов                                     | Б. Б. Гельфрейх                                   | Е. И. Властов                                     |
| П. Н. Ушаков 1-й                                             | А. И. Гудович                                                | П. А. Чичерин 2-й                                            | К. И. Опперман                                               | Л. Л. Беннигсен                                   | Г. А. Эммануэль                                   | К. Х. Бенкендорф                                  | Н. Н. Хованский                                   | П. К. Эссен 3-й                                   | Н. Ф. Емельянов                                   |
| Портрет Франца I работы И. П. Крафта                         | Портрет Франца I работы И. П. Крафта                         | Портрет Франца I работы И. П. Крафта                         | Портрет Франца I работы И. П. Крафта                         | Портрет Франца I работы И. П. Крафта              | Портрет Фридриха-Вильгельма III работы Ф. Крюгера | Портрет Фридриха-Вильгельма III работы Ф. Крюгера | Портрет Фридриха-Вильгельма III работы Ф. Крюгера | Портрет Фридриха-Вильгельма III работы Ф. Крюгера | Портрет Фридриха-Вильгельма III работы Ф. Крюгера |
| И. Е. Трощинский                                             | С. Н. Ушаков 2-й                                             | А. И. Грессер                                                | И. С. Леонтьев                                               | С. Н. Ланской                                     | В. В. Левашов                                     | К. Ф. Толь                                        | М. К. Крыжановский                                | Н. Д. Кудашев                                     | М. И. Дамас                                       |
| Т. И. Збиевский                                              | Г. Г. Энгельгардт                                            | П. Я. Корнилов                                               | Леопольд Саксен-Кобургский                                   | Н. Г. Репнин- Волконский                          | А. И. Горчаков 2-й                                | В. Д. Лаптев                                      | А. П. Урусов                                      | И. С. Жевахов                                     | Л. О. Рот                                         |
| А. А. Карпов 2-й                                             | А. Я. Паттон                                                 | В. В. Ешин                                                   | А. Н. Рылеев 2-й                                             | А. Д. Балашов                                     | Д. В. Шуханов                                     | Е. Ф. Сталь 2-й                                   | А. Н. Бердяев                                     | А. С. Жемчужников                                 | А. А. Юрковский                                   |
| М. Д. Балк                                                   | Я. Е. Гине                                                   | А. И. Цвиленев                                               | Г. И. Лисаневич 1-й                                          | П. А. Толстой                                     | Д. М. Юзефович                                    | М. И. Мезенцев 2-й                                | Е. А. Головин                                     | А. А. Писарев                                     | Н. М. Сипягин                                     |
| С. С. Потоцкий                                               | А. Я. Рудзевич                                               | С. Ф. Желтухин 1-й                                           | И. О. Сухозанет                                              | А. И. Чернышёв                                    | А. Л. Воинов                                      | К. К. Сиверс 1-й                                  | А. Ю. Гамен                                       | Ф. И. Сандерс                                     | К. М. Герцдорф                                    |
| А. А. Засс 1-й                                               | Е. И. Марков 1-й                                             | А. П. Великопольский                                         | Г. П. Веселитский                                            | Н. А. Тучков 1-й                                  | Ф. Ф. Штейнгель                                   | А. В. Иловайский 3-й                              | Ф. Ф. Винцингероде                                | П. И. Нейдгардт                                   | В. П. Оболенский                                  |
| Б. Я. Княжнин 2-й                                            | В. И. Каратаев                                               | П. П. Турчанинов 1-й                                         | П. П. Пален 2-й                                              | П. М. Капцевич                                    | Д. М. Мордвинов                                   | А. Ф. Щербатов                                    | А. С. Уманец                                      | Н. В. Васильчиков 3-й                             | М. А. Шкапский                                    |
|                                                              | М. И. Пален 3-й                                              | Е. Е. Удом 2-й                                               | П. И. Мерлин                                                 | Ф. А. Луков                                       | А. П. Ермолов                                     | А. Н. Сеславин                                    | Д. С. Дохтуров                                    | А. А. Тучков 4-й                                  |                                                   |
| Портрет великого князя Константина Павловича работы Т. Райта | Портрет великого князя Константина Павловича работы Т. Райта | Портрет великого князя Константина Павловича работы Т. Райта | Портрет великого князя Константина Павловича работы Т. Райта | Портрет Михаила Илларионовича Кутузова работы Доу | Портрет Михаила Илларионовича Кутузова работы Доу | Портрет Михаила Илларионовича Кутузова работы Доу | Портрет Михаила Илларионовича Кутузова работы Доу |                                                   |                                                   |
| О. Ф. Кнорринг 3-й                                           | М. Н. Рылеев 1-й                                             | Д. Д. Курута                                                 | В. В. Орлов-Денисов                                          | П. И. Багратион                                   | Д. В. Давыдов 2-й                                 | Ф. П. Уваров                                      | Я. П. Кульнев                                     |                                                   |                                                   |
| Выход в Георгиевский зал                                     | Выход в Георгиевский зал                                     | Выход в Георгиевский зал                                     | Выход в Георгиевский зал                                     | Выход в Георгиевский зал                          | Выход в Гербовый зал                              | Выход в Гербовый зал                              | Выход в Гербовый зал                              | Выход в Гербовый зал                              | Выход в Гербовый зал                              |

## Развеска — 2
| Левая сторона                                | Левая сторона                                | Левая сторона                                | Левая сторона                                | Левая сторона                                           | Правая сторона                                          | Правая сторона                                          | Правая сторона                                          | Правая сторона             | Правая сторона       |
| 5-й ряд                                      | 4-й ряд                                      | 3-й ряд                                      | 2-й ряд                                      | 1-й ряд                                                 | 1-й ряд                                                 | 2-й ряд                                                 | 3-й ряд                                                 | 4-й ряд                    | 5-й ряд              |
|                                              | В. Т. Денисов                                | С. А. Хилков                                 | Я. А. Потёмкин                               | А. П. Тормасов                                          | П. П. Коновницын                                        | А. И. Остерман- Толстой                                 | В. Г. Мадатов                                           | С. Г. Волконский           |                      |
| Портрет Артура Уэлсли Веллингтона работы Доу | Портрет Артура Уэлсли Веллингтона работы Доу | Портрет Артура Уэлсли Веллингтона работы Доу | Портрет Артура Уэлсли Веллингтона работы Доу | Портрет Михаила Богдановича Барклая-де-Толли работы Доу | Портрет Михаила Богдановича Барклая-де-Толли работы Доу | Портрет Михаила Богдановича Барклая-де-Толли работы Доу | Портрет Михаила Богдановича Барклая-де-Толли работы Доу |                            |                      |
| И. М. Вадбольский                            | К. А. Крейц                                  | Н. Ф. Титов                                  | П. А. Шувалов                                | Н. Н. Раевский                                          | Д. П. Неверовский                                       | Д. Е. Кутейников                                        | И. С. Дорохов                                           |                            |                      |
| М. И. Понсет                                 | Р. И. Багратион                              | В. П. Мезенцев 1-й                           | Е. К. Сиверс 3-й                             | И. Л. Шаховской                                         | Д. Д. Шепелев                                           | И. Н. Инзов                                             | Л. Вальмоден                                            | Ф. П. Алексополь           | Т. Д. Греков         |
| Ф. В. Зварыкин                               | Г. А. Луковкин                               | Ф. Г. Гогель                                 | С. Г. Гангеблов                              | И. И. Дибич                                             | И. В. Сабанеев                                          | Ф. В. Сазонов 2-й                                       | Д. В. Лялин                                             | А. П. Турчанинов 2-й       | П. В. Денисьев       |
| К. Ф. Клодт                                  | К. О. Поццо-ди-Борго                         | Ф. Ф. Розен 3-й                              | П. И. Каблуков 1-й                           | И. Н. Дурново                                           | М. С. Воронцов                                          | С. Д. Панчулидзев 2-й                                   | П. Г. Лихачёв                                           | А. Э. Пейкер               | А. И. Балла          |
| А. К. Ридингер                               | Э. Филипстальский                            | М. Ф. Ставицкий                              | С. Я. Репнинский 1-й                         | П. П. Пален 1-й                                         | А. Ф. Ланжерон                                          | И. О. Витт                                              | А. И. Бистром 2-й                                       | Н. А. Чичерин 1-й          | А. И. Красовский     |
| М. М. Окулов                                 | Н. В. Давыдов                                | А. С. Глебов                                 | М. С. Вистицкий                              | Л. М. Яшвиль                                            | В. И. Каблуков 2-й                                      | Б. М. Берг 2-й                                          | В. И. Гарпе                                             | И. Б. Ререн                | А. М. Всеволожский   |
| Д. Л. Игнатьев                               | А. П. Теслев                                 | А. Я. Княжнин 1-й                            | Л. А. Нарышкин                               | Г. М. Берг 1-й                                          | Ф. Н. Посников                                          | Ф. Е. Книпер                                            | А. А. Бибиков                                           | М. Л. Трескин              | А. И. Марков 2-й     |
| Н. И. Селявин                                | И. Т. Козлянинов                             | Д. П. Ляпунов                                | И. Д. Иловайский 4-й                         | И. Т. Сазонов 1-й                                       | А. С. Шульгин                                           | А. И. Бартоломей                                        | А. Т. Маслов                                            | И. К. Соколовский          | М. Н. Мацнев         |
| А. И. Гурьев                                 | В. С. Рахманов                               | Н. В. Вуич                                   | Б. В. Полуектов                              | К. О. Ламберт                                           | А. Г. Щербатов 1-й                                      | П. П. Шрейдер                                           | Ф. В. Ридигер                                           | С. В. Дятков               | Г. Х. Шеле           |
| В. Д. Рыков                                  | Н. М. Свечин                                 | М. Е. Храповицкий                            | П. П. Сухтелен 2-й                           | А. Х. Бенкендорф                                        | Д. А. Левин                                             | П. И. Балабин                                           | И. Л. Поль                                              | С. Я. Репнинский 2-й       | А. В. Богдановский   |
| П. П. Загряжский                             | И. З. Ершов                                  | М. И. Карпенко                               | А. В. Розен 2-й                              | Э. Ф. Сен-При                                           | И. К. Орурк                                             | Е. Ф. Керн                                              | Г. Д. Иловайский 9-й                                    | Ф. П. Наний                | Н. В. Иловайский 5-й |
| Н. Д. Мякинин                                | П. М. Колюбакин                              | К. И. Бистром 1-й                            | П. А. Тучков 3-й                             | П. В. Голенищев- Кутузов                                | Н. И. Депрерадович                                      | А. С. Чаликов                                           | О. В. Иловайский 10-й                                   | О. И. Бухгольц             | К. Ф. Казачковский   |
| А. А. Скалон                                 | А. И. Юшков                                  | И. Ф. Удом 1-й                               | Ф. Ф. Эртель                                 | Е. И. Чаплиц                                            | П. Ф. Желтухин 2-й                                      | П. Е. Бенардос                                          | П. А. Кикин                                             | М. М. Волков               | И. А. Хрущов         |
| А. А. Ефимович                               | А. Н. Потапов                                | Е. М. Пиллар                                 | А. П. Мелиссино                              | П. А. Строганов                                         | Д. А. Делянов                                           | А. И. Альбрехт                                          | И. Ф. Чернозубов                                        | А. П. Засс 2-й             | И. Г. Гейденрейх     |
| Ф. А. Линдфорс                               | К. Ф. Ольдекоп                               | Г. В. Розен 1-й                              | К. Ф. Багговут                               | А. А. Закревский                                        | Г. В. Жомини                                            | К. М. Полторацкий                                       | Н. С. Сулима                                            | И. Е. Шевич                | И. И. Палицын        |
| И. А. Аргамаков 2-й                          | Б. Х. Рихтер                                 | Ф. В. Дризен                                 | А. И. Кутайсов                               | П. Н. Чоглоков                                          | И. А. Ливен                                             | Л. А. Денисьев                                          | И. Д. Иванов                                            | И. В. Аргамаков 1-й        | О. Ф. Долон          |
| Ф. В. Назимов                                | И. А. Набоков                                | Е. Я. Савоини                                | К. Ф. Левенштерн                             | И. В. Васильчиков 1-й                                   | А. Н. Бахметев 3-й                                      | Ф. И. Талызин 1-й                                       | М. Ф. Наумов                                            | С. Э. Жевахов              | Е. А. Ахте           |
| К. Г. Сталь 1-й                              | Е. В. Давыдов                                | П. С. Кайсаров                               | И. В. Мантейфель                             | В. С. Трубецкой                                         | Ф. О. Паулуччи                                          | Ф. И. Мосолов                                           | Е. Е. Штаден                                            | Е. И. Меллер- Закомельский | Н. И. Лавров         |

## Военная галерея в культуре

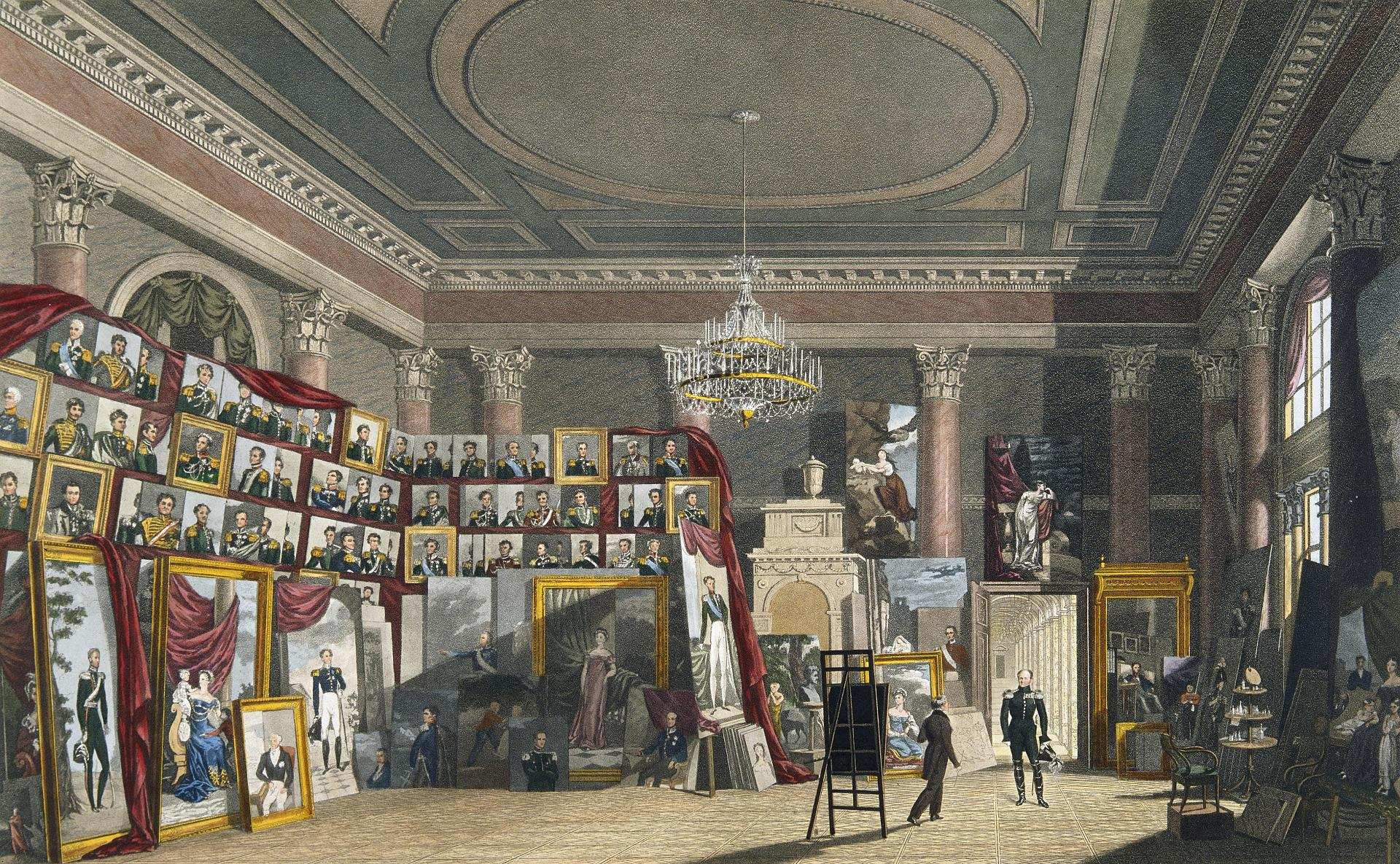
Беннет, Уильям Джеймс; Райт, Томас. Александр I в мастерской Дж. Доу в Шепелевском дворце

- А. С. Пушкин в своём стихотворении «Полководец», посвящённом Барклаю-де-Толли, в первых строках описывает Военную галерею:

У русского царя в чертогах есть палата:

Она не золотом, не бархатом богата;

Не в ней алмаз венца хранится за стеклом;

Но сверху донизу, во всю длину, кругом,

Своею кистию свободной и широкой

Её разрисовал художник быстроокой.

Тут нет ни сельских нимф, ни девственных мадонн,

Ни фавнов с чашами, ни полногрудых жён,

Ни плясок, ни охот, — а всё плащи, да шпаги,

Да лица, полные воинственной отваги.

Толпою тесною художник поместил

Сюда начальников народных наших сил,

Покрытых славою чудесного похода

И вечной памятью двенадцатого года.

Нередко медленно меж ими я брожу

И на знакомые их образы гляжу,

И, мнится, слышу их воинственные клики… (полностью)
В 1949 году, в рамках празднования 150-летия рождения Пушкина, мраморная табличка с этими строками была помещена на стену Военной галереи.
- В советском фильме «Звезда пленительного счастья», после восстания декабристов в Военной галерее снимают портрет С. Г. Волконского.
- Советский писатель С. П. Алексеев написал рассказ для детей о том, что Николай I якобы боялся заходить в Военную галерею, потому что ему там мерещился снятый портрет декабриста С. Г. Волконского[6].